# FK Karaorman
O FK Karaorman é um clube de futebol macedônio com sede em Struga. A equipe compete no Campeonato Macedônio de Futebol, na terceira divisão.

## História
O clube foi fundado em 1923.